# کازپست
کازپست (روسی: Акционерное общество «Казпочта») شرکت دولتی پست قزاقستانی است، که در سال ۱۸۸۳ تأسیس شد.